# 约翰·S·罗杰斯
约翰·S·罗杰斯（英語：John S. Rodgers，1965年7月29日—）是美国政治人物，自2025年起担任佛蒙特州第85任副州长。在此之前，他于2013年至2021年期间担任佛蒙特州参议院埃塞克斯-奥尔良选区的议员，并于2003年至2011年期间担任佛蒙特州众议院奥尔良-喀利多尼亚第一选区议员。他在2024年佛蒙特州副州长选举中得最多但未过半，因此最终结果将由佛蒙特州议会决定。其在2024年之前是民主党人，但在之后以温和派共和党人自居。

## 早年生活及教育
罗杰斯出生于佛蒙特州圣约翰斯堡，在位于佛蒙特州格洛弗的家族奶牛场长大，目前仍居住于此。他于1983年在佛蒙特州纽波特的圣心学校完成了学业。1985年，他在新罕布什尔州柏林的新罕布什尔职业技术学院（今白山社区学院）获得副学士学位。毕业后，罗杰斯创办了J·S·罗杰斯砖石公司，这是一家专注于干石砌体和挖掘工作的建筑公司。

## 职业生涯
作为农村和相对保守的东北王国的代表，罗杰斯在部分与民主党（他在2024年前是民主党人）意见相左问题上持有特殊立场。值得关注的是，他是一位直言不讳的枪支管制反对者，同时也是佛蒙特州首部重要枪支管制法案S.55的主要反对者之一。他在2018年佛蒙特州州长选举民主党初选中以海选候选人的身份参选。罗杰斯还提出了一项颇具争议的提案，该提案禁止21岁以下的年轻人使用手机。

### 2024年副州长选举
罗杰斯于2024年5月宣布竞选副州长，挑战现任者戴维·朱克曼。他后来于8月13日成为共和党候选人，并得到现任共和党州长菲尔·斯科特的支持。罗杰斯以温和派共和党人自居，并曾表示在2024年大选时不会投票给共和党总统候选人唐纳德·特朗普。11月5日，他在副州长选举中以46.2%的得票率得票最多，朱克曼以44.6%的得票率屈居第二，而 绿山和平与正义党候选人伊恩·戴蒙斯通以3.7%的得票率位列第三。
根据佛蒙特州宪法，副州长的选举需获得超过半数的选票。因此佛蒙特州议会将于2025年1月9日进行投票以决定最终当选者。朱克曼在2024年11月7日承认败选，但未明确表示是否会对1月的议会投票提出异议。自1976年以来，州议会一直支持在大选中获胜的候选人，然而戴蒙斯通呼吁州议会支持朱克曼，理由是过半选民倾向于支持两位倾向于自由派的候选人。在承认大选结果的同时，朱克曼表示同意戴蒙斯通的观点，并表示他将“向议员们指出这些事实”，尽管他表示不会“竭力争取”，并且认为“议会不会照做”。最终在2025年1月9日，罗杰斯以158票对18票的结果正式当选第85任副州长并宣誓就职。

## 个人生活
罗杰斯居住在一个已有超过200年历史的家族农场里，并在此经营着一家大麻种植场。